# 253 aC
El 253 aC va ser un any del calendari romà prejulià. Durant la República i l'Imperi Romà, era conegut com a any del consolat de Cepió i Bles (o també any 501 ab urbe condita). L'ús del nom «253 aC» per referir-se a aquest any es remunta a l'alta edat mitjana, quan el sistema Anno Domini va ser el mètode de numeració dels anys més comú a Europa.

## Esdeveniments

### Imperi Selèucida
- Fi de la Segona Guerra Síria entre els Selèucides i els Ptolemeus. Antíoc II recupera la major part de l'Anatòlia de Ptolemeu II Filadelf, amb les ciutats de Milet i Efes i la costa fenícia. La pau s'estableix amb un pacte, que obligava al casament d'Antíoc amb la filla de Ptolemeu II, Berenice, amb el previ divorci per part d'Antíoc de la seva esposa Laodice i la transferència dels drets de successió als fills de Berenice.[2]

### Roma
- Aquest any són elegits cònsols Gneu Servili Cepió i Gai Semproni Bles.[3]
- Els cònsols, dins del curs de la Primera Guerra Púnica, naveguen amb una flota de 250 naus cap a la costa africana, on fan molt de botí, però sense aconseguir cap victòria important. Pateixen un accident marítim al Sirtis Menor, encallant entre les roques. Van poder sortir en pujar la marea llençant tot el botí per la borda. Aquest desastre els fa retirar a Sicília i quan s'acosten al Palinurus Promontorium els sorprèn una tempesta que destrueix 150 naus. Els dos cònsols, tot i aquesta desgràcia, celebren dos triomfs pels seus atacs a Àfrica.[4][5]

### Àsia Menor
- A Anatòlia, a l'actual Turquia, fa erupció (la darrera fins a l'actualitat) el volcà Erciyes Dağı, recordada per monedes romanes de l'època.[6]

### Tunísia
- Ocupació temporal de l'illa de Gerba per les tropes romanes de Gneu Semproni Bles. L'illa tenia dues ciutats: Meninx i Thoar.[7]

## Naixements
- Filopemen, fill de Craugis, dirigent de la Lliga Aquea.[8]

## Necrològiques
- Luci Postumi Megel, censor romà que havia estat pretor (es desconeix l'any) i cònsol el 262 aC. Mor en el càrrec de censor.[9][10]